# Кварћана војска
Кварћана војска (пољ. Wojsko kwarciane) била је редовна (стајаћа) војска у Пољско-Литванској Унији од 16. века до 1652, када је замењена плаћеном војском (пољ. wojsko komputowe).

### Историја
Са развојем ватреног оружја, расла је потреба за пешадијским јединицама у Пољској, која се традиционално ослањала на племићку коњицу. Војним реформама краља Стефана Баторија (1576-1586), организована је пешадија од 5-6.000 сељака са краљевских добара, на чије се издржавање трошила четвртина краљевских прихода (тј. кварта), зато је ова војска прозвана "кварћана".

### Организација
Реформама краља Владислава од 1630. сва професионална војска плаћана из државне касе прозвана је кварћана, и делила се на народне и иностране јединице. Кварћана војска била је под командом хетмана и бројала је до 6.000 људи, који су се у случају потребе могли ојачати најмницима и приватним војскама великаша (магната), који су имали и по 2.000-5.000 људи.

#### Народне јединице
Биле су подељене у стегове (пољ.chorągiew) од 100-600 људи и попуњавали су их племићи са пратиоцима (коњица) или регрутовани сељаци (пешадија). Народне јединице чинили су: 
- пољски хусари: тешка оклопна коњица, наоружана копљем од 20 стопа (око 6 метара), сабљом и пиштољима. Стег је чинило 100-200 племића, сваки са бар 2-3 пратиоца опремљена о свом трошку.[1]
- панцирлије (оклопни козаци): тешка коњица у верижњачама, наоружана пројектилним оружјем (луком, пиштољем или карабином), округлим штитом и сабљом.[2]
- петихорци: панцирлије наоружане копљима, популарни у Литванији.
- лака коњица (козачка, татарска и влашка коњица): без оклопа, наоружана луковима (татарска и влашка) или ватреним оружјем (козачка).
- угарско-пољска пешадија ( угри или хајдуци): лако одевена, у капутима и филцаним капама, наоружана мускетом, сабљом и секиром. Тек је сваки осми пешадинац носио копље, тако да је ватрена моћ пољске пешадије била и до 10 пута већа него у другим војскама 17. века, где су трећину или половину чинили копљаници.[3]

#### Иностране јединице
Биле су подељене у ескадроне у коњици (200 људи) и регименте у пешадији (400-600 људи), а попуњаване су добровољцима. Иностране јединице биле су:
- драгони: лака коњица наоружана карабином, сабљом и округлим штитом, обучена слично угарској пешадији. Борили су се као лака коњица, сабљом, или као пешадија, пушком.
- рајтари: тешка коњица наоружана ватреним оружјем, у оклопима и шлемовима немачког типа.
- аркебузири: лака коњица наоружана пушкама, обучена да пуца са коња (за разлику од драгона).
- немачка пешадија: мускетари у кожним блузама и шлемовима, наоружани мускетом и мачем, а копљаници у оклопима.[1]

### Тактика
По пољској тактици оног времена, бројна надмоћ непријатеља није узимана у обзир (по речима Станислава Жолкевског: "Прво их побити, онда бројати."), пошто се битка решавала јуришом тешке коњице и борбом прса у прса. Пешадија је улазила у борбу само против непријатељских копљаника и утврђених положаја. На маршу, војска је образовала утврђени логор.

### Други родови војске
Поред стајаће кварћане војске, у тренуцима нужде подизана је и допунска војска (пољ. wojsko suplementowe), плаћана од ванредних пореза које је расписивао Сејм, а 1652. обе војске су прешле на државни буџет (који је одобравао Сејм) и уједињене у тзв. плаћену војску (пољ. wojsko komputowe). Од 1655. пешадија је купљена и од сељака са властелинских и црквених добара, по један пешак на сваки лан (320 ха) земље ( ланова пешадија, око 3.000 људи), а након 1673. по један на сваких 20-30 домова ( димна пешадија, око 3.000 људи.). Овај компликовани систем укинут је 1726.